# Chemin des Révoires
Le chemin des Révoires (monégasque : cami̍n d’ë Revëre) était un ancien chemin montagneux, dans l'actuel quartier du Jardin exotique à Monaco.
Le point culminant de la principauté s'y trouve à proximité, sur les pentes du mont Agel, appartenant géographiquement aux Alpes. Aujourd'hui, les pentes monégasques ont été construites et la route de la Moyenne Corniche, qui surplombe Monaco est située en France.
Cet ancien chemin est aujourd'hui occupé par des constructions et des jardins, et passe à peu près sur le tracé de l'actuelle rue Hector Otto qui serpente et atteint son point haut situé à 161 mètres d'altitude et qui correspond au centre du rond-point de cette rue, en surplombant le nouveau musée national de Monaco situé en contrebas de cette même rue.
Toutefois le point culminant de Monaco est situé à environ 169 mètres d'altitude, au point triple séparant Monaco des communes françaises de Beausoleil et La Turbie (Alpes-Maritimes) au bord de la Moyenne Corniche (ex-route nationale 7). Ce point n'est plus aujourd'hui directement accessible par la route depuis le centre de Monaco sans passer par la France ni traverser des résidences privées.